# 무한지대 (소설)
《무한지대》(스페인어: El lugar sin límites)는 칠레 작가 호세 도노소가 1966년에 출간한 소설이다.

## 작품 소개
절망 속에서 나락으로 떨어져 가는 중산층의 아픔을 사실적으로 그려낸 작품이다. 작가는 이들의 아픔 속에 내재되어 있는 인간 내면의 실존적 문제들을 끄집어내 함께 고민하게 한다. 
포도를 재배하는 칠레의 조그마한 시골 농촌 마을 사람들이 살아가는 이야기다. 외딴 시골 농촌 마을의 풍경과 그들의 일상적인 모습을 사실적으로 묘사한다는 점에서 중남미 지역주의 소설의 색채를 띤다. 중남미 봉건주의 사회의 마지막 모습이 아직도 남아 있는 농촌 마을 사람들은 소도시로의 발전을 꿈꾸며 살아간다. 비록 소외된 곳이지만 마을 사람들은 도시로의 변화를 원하면서 힘든 하루하루를 근근이 버텨간다. 이렇게 힘들게 살아가는 그들의 모습은 전통적인 상류 지배 계층이 붕괴되고 부르주아 계급이 몰락해 가는, 새로운 사회 전환기의 모습과 맞닿아 있다.
등장인물들을 통해서 중남미 현대소설의 가장 대표적인 테마 중의 하나인 정체성 문제를 여러 각도에서 제시한다. 등장인물인 마누엘라는 이 책의 독자들에게 자기가 누구인지, 과연 남자인지 여자인지, 자신의 본모습이 정말 무엇인지를 끊임없이 물어본다. 남자이지만 남자가 아닌 그는 자기 정체성을 상실한 모호한 존재다. 남자이지만 남성성을 상실한 채 여장을 하고 화장과 꾸미는 것을 좋아하는 그는 자신을 정말로 여자라고 생각한다. 전문 댄서로 나오는 그는 창녀들이 가득한 매음굴에서 춤을 추면서 기둥서방 역할을 한다. 하지만 그는 결정적인 순간마다 여장을 하고 있는 자신의 모습을 되돌아본다. 이렇게 자신의 참담한 모습을 끊임없이 되돌아보는 마누엘라의 모습은 다양한 인종과 전통이 혼합된 문화 속에서 자신들의 정체성을 찾으려는 중남미 지식인들의 끊임없는 노력을 떠올리게 한다.

## 서지 정보
- 이상원 역, 2009년, 지식을만드는지식[깨진 링크(과거 내용 찾기)] ISBN 978-89-6406-214-2